# 陳熙 (弘治進士)
陳熙（1452年—？），字士勛，浙江寧波府慈谿縣人，民籍，明朝政治人物。

## 生平
成化二十二年（1486年）丙午科浙江鄉試第二十六名舉人。弘治三年（1490年）中式庚戌科會試第二百九十五名，三甲第一百六十四名進士。南京都察院理刑，十二年四月实授南京廣西道監察御史。

## 家族
曾祖陳信；祖父陳塾，訓導；父陳鋹，母錢氏。慈侍下。